# Lycaea bovalli
Lycaea bovalli är en kräftdjursart. Lycaea bovalli ingår i släktet Lycaea och familjen Lycaeidae. Inga underarter finns listade i Catalogue of Life.